# Фридрих IV Баденский
Фридрих IV Баденский (8 июля 1458 — 24 сентября 1517, Лир, Антверпен) — епископ Утрехта в 1496—1517 годах.
Третий сын маркграфа Карла I Баденского и Екатерины Австрийской, сестры императора Священной Римской империи Фридриха III.

## Биография
Был каноником в Кёльне до того, как был избран епископом Утрехта под сильным давлением императора Священной Римской империи Максимилиана I. Император надеялся, что Фридрих, будучи его племянником, будет продвигать интересы Габсбургов в епархии Утрехта. Однако под началом Фридриха Утрехт избрал независимый курс и сблизился с герцогом Карлом Гелдернским.
Фридрих попытался действовать решительно, но борьба фракций была для него слишком тяжела. Когда в 1514 году выяснилось, что он планирует передать епископство ставленнику короля Франции Людовика XII, он потерял поддержку императора Священной Римской империи Карла V, который заставил его уйти в отставку 9 мая 1517 года. После этого императору удалось сделать епископом Филиппа Бургундского.
Он умер вскоре после своей отставки и был похоронен в церкви Баден-Бадена.